# 잠비아두더지쥐
잠비아두더지쥐(Fukomys amatus)는 뻐드렁니쥐과에 속하는 설치류의 일종이다. 잠비아와 콩고민주공화국에서 발견된다. 현재 국제 자연 보전 연맹은 아프리카두더지쥐의 이명으로 간주하고 있다.